# コービー・パラス
コービー・パラス（Kobe Paras、1997年9月19日 - ）は、フィリピン出身の男子プロバスケットボール選手である。ポジションはスモールフォワード。

## 来歴
クレイトン大学でNCAA1部に出場し、カリフォルニア大学ノースリッジ校、フィリピン大学を経て、2021年に新潟アルビレックスBBに入団。

### フィリピン代表
2015年、U-18アジア選手権にフィリピン代表として出場。
FIBAアジアカップ2021にも出場した。